# سيندي واتسون
سيندي واتسون (بالإنجليزية: Cindy Watson)‏ مواليد 24 مارس 1978 في أستراليا، هي لاعبة كرة مضرب أسترالية سابقة بدأت مسيرتها كمحترفة سنة 1999 وكانت تلعب باليد اليمنى، اعتزلت اللعب في 2007. أعلى تصنيف لها في الفردي كان المركز الـ 131 في سنة 2002. أعلى تصنيف لها في الزوجي كان المركز الـ 108 في سنة 2005.

## روابط خارجية
- سيندي واتسون على موقع رابطة محترفات التنس (الإنجليزية)
- سيندي واتسون على موقع الاتحاد الدولي لكرة المضرب (الإنجليزية)
- سيندي واتسون على موقع خلاصة التنس.كوم (الإنجليزية)
- سيندي واتسون على موقع إي إس بي إن.كوم (الإنجليزية)